# 邱娥国
邱娥国（1946年5月—），江西进贤人，南昌市公安局民警。第十届全国人民代表大会代表、中国共产党第十五次全国代表大会主席团成员。